# Shri Mataji Nirmala Devi
Shri Mataji Nirmala Devi  (trb. Śri Matadźi Nirmala Dewi, właściwie Nirmala Śriwastawa, ang. Nirmala Shrivastava) (ur. 21 marca 1923, zm. 23 lutego 2011) – indyjska hinduistyczna guru sahadźa jogi, działaczka na rzecz pokoju, filantrop.

## Życiorys
Urodziła się w centralnej części Indii w miejscowości Chhindwara, w równonoc wiosenną 21 marca 1923 roku, dokładnie w południe. Astrologowie zapewniają, że taki horoskop może występować tylko u osobowości o ogromnym potencjale duchowym. Urodziła się w bardzo światłej, chrześcijańskiej rodzinie szlachetnego pochodzenia. Jej ojciec był znanym adwokatem i walczył o niepodległość Indii. Znał czternaście języków i przetłumaczył Koran na język hindi. Jej matka miała stopień naukowy z matematyki. W dzieciństwie Nirmala często odwiedzała aśram Mahatmy Gandhiego, który odkrył jej niezwykłe możliwości. Później Nirmala Shrivastava studiowała medycynę i brała udział w działaniach prowadzących do wyzwolenia Indii.
Zmarła 23.02.2011 roku.

## Droga duchowa
W 1970 roku Nirmala Shrivastava odkryła unikalną metodę samopoznania samodoskonalenia, samorealizacji dającą możliwość pozytywnej transformacji osobowości i społeczeństwa jako całości w oparciu o zasady dobra, pokoju, miłości nazwanej sahadźa joga.

## Działalność społeczna
Nirmala Shrivastava była inicjatorką i uczestniczką wielu międzynarodowych konferencji. Za swoją pokojową działalność została nagrodzona medalem pokoju ONZ. W wielu miastach na całym świecie otrzymała tytuł honorowego obywatela, a 8 lipca 2006 Śri Matadźi otrzymała tytuł Honorowego Obywatela Włoch.